# Sonoma
Sonoma je město ve Spojených státech amerických. Nachází se v okrese Sonoma County ve státě Kalifornie v údolí zvaném Sonoma Valley. Ve městě žije přibližně 11 tisíc obyvatel a jeho rozloha činí 7,1 km². Leží v San Francisco Bay Area, a to konkrétně v její východní části. Východně od města se rozkládá pohoří Mayacamas Mountains, na západě pak pohoří Sonoma Mountains.
Město je součástí regionu zvaného "Země vína", leží zde Sonoma Valley AVA a město je tak významným producentem Kalifornského vína. Pravidelně se zde od roku 1997 koná Mezinárodní filmový festival Sonoma. Prochází zde silnice California State Route 116. V oblasti, kde se město nachází, převažuje středomořské podnebí s teplými léty.

## Rodáci
- Tim Schafer (* 1967) – programátor, vedoucí projektů

## Partnerská města
- Chambolle-Musigny, Francie
- Greve in Chianti, Itálie
- Pcheng-laj, Čína
- Asuán, Egypt
- Kaniv, Ukrajina